# 朝阳河 (潮河)
朝阳河，山东省滨州市的一条河流，潮河支流，流经滨州市滨城区和沾化区。

## 流域
朝阳河位于山东省滨州市市区的东部，南北流向，南起滨城区梁才街道办事处，北至沾化区汇入潮河。

## 相关
滨州市市区外环水系外环河中的东环城河依托朝阳河开挖扩大治理而成。
2019年10月23日，滨城区对16条重要河道管理和保护范围进行划界，其中朝阳河滨城区段的管理范围为起于南环河，止于S312朝阳河节制闸，全长25公里。2020年3月28日，朝阳河与G220交叉口附近的钢坝闸开工，宽25米、高4.0米、坝顶高程8.5米，5月28日主体工程完工并成功试运行。

## 备注
1. ↑  潮河最终流入渤海